# Black Daisy

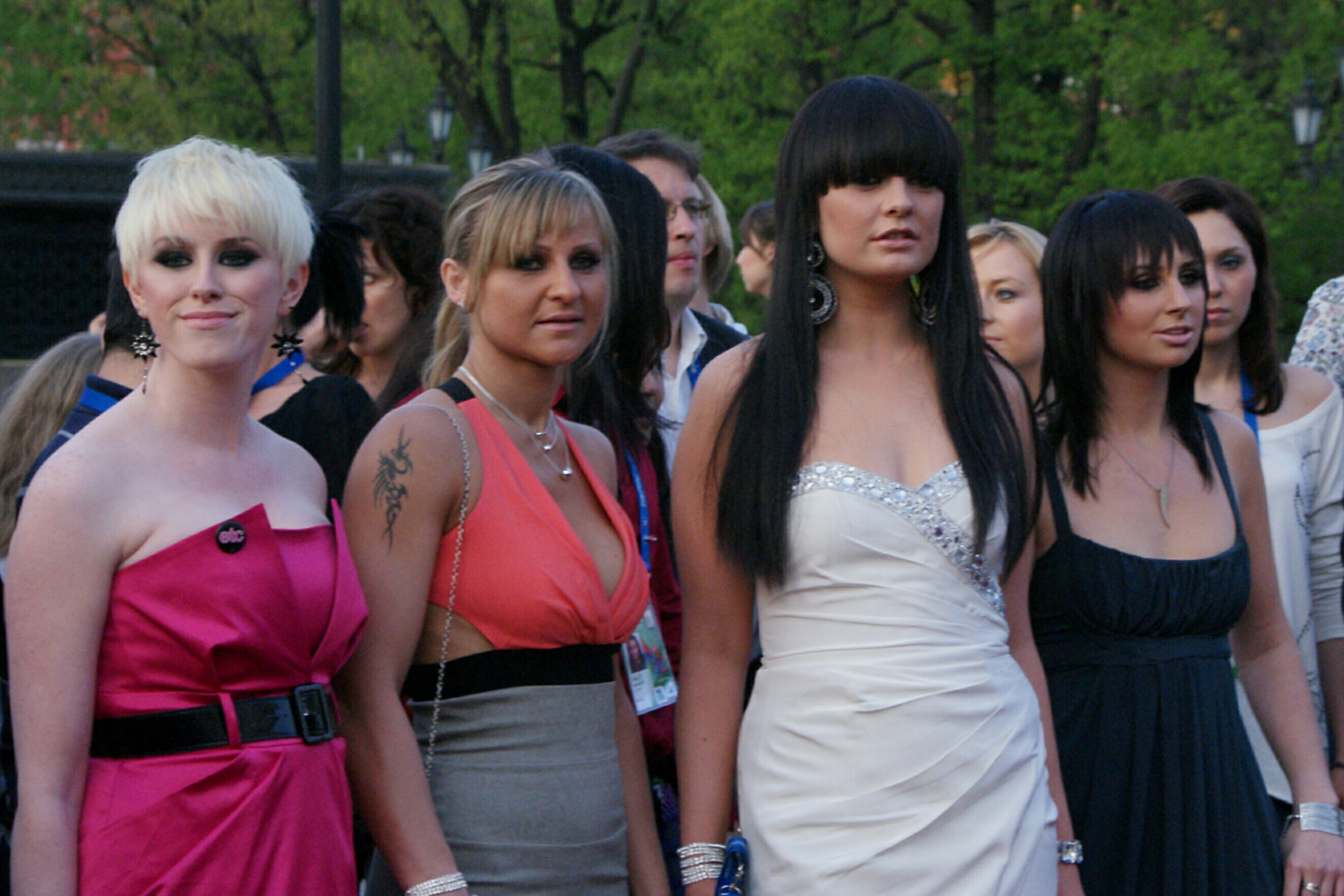
Black Daisy et Sinéad Mulvey à Moscou en 2009

Black Daisy est un groupe de rock irlandais.

## Biographie
Le groupe est originaire de Dublin et est composé de :
– Lesley-Ann Halvey (chant et guitare) ;
– Asta Milleriene (batterie) ;
– Nicole Billings (guitare et chœurs) ;
– Steff Caffrey (a quitté le groupe en 2008).

## Eurovision 2009
Elles ont représenté l'Irlande accompagnées de la chanteuse Sinéad Mulvey lors de la seconde demi-finale du Concours Eurovision de la chanson 2009 à Moscou, le 14 mai 2009, avec leur chanson "Et cetera".